# 城中城
城中城（英文：CityCenter；又稱拉斯維加斯城中城，英文：CityCenter Las Vegas）是一個位於美國內華達州賭城大道上的都會多用途設施，基地面積為76英畝（31公頃），總樓地板面積達16,797,000平方英尺（1,560,500平方）。開發案最初由美高梅國際酒店集團提出，杜拜世界隨後在建設期間加入。這是美國歷史上最大的私人資金建築計劃。其中各項設施和鄰近的百樂宮酒店及蒙地卡羅度假村之間以旅客捷運系統連結。

## 設計概要

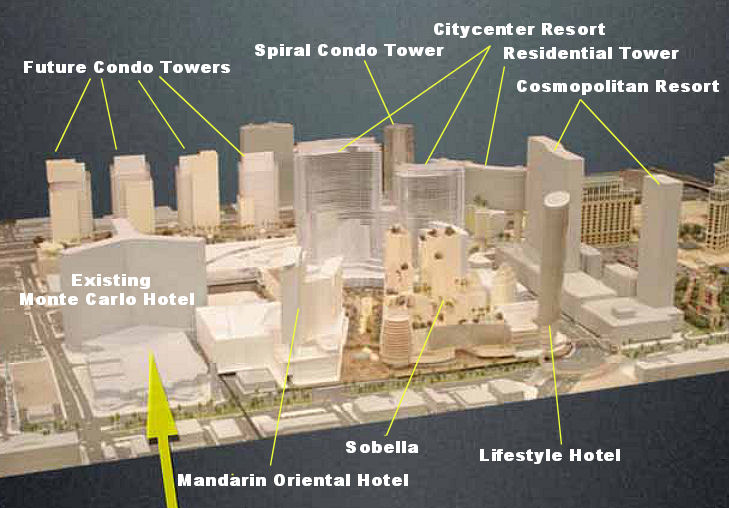
模型展示城中城各項建設位置規劃（2005年9月）

城中城開發案以哈蒙大道為中心，其範圍延伸至（自東側起順時鐘方向依序為）拉斯維加斯大道、蒙地卡羅度假村、15號州際公路、百樂宮酒店，以及大都會賭場度假村。開發基地原是百老匯賭場酒店、百樂宮酒店員工停車場，以及數棟獨立的商業建築。
名為「城中城計劃」（Project City Center）的開發概念草案在2004年11月9日公開，由EE&K事務所設計，計劃中包含有2,400間的分契式公寓和分契式公寓飯店，以及4,800間飯店客房，這些單位將分布在數座摩天大樓中，而大樓群的中心則是一間名為「水晶宮」（The Crystal）的高級精品購物中心。開發案的目標是要提供每日生活需要的所有設施，包括一棟有4,800間客房的賭場酒店（阿麗雅）、兩座有400間客房的精品酒店（文華東方、哈蒙酒店）、一棟純住宅大樓（維爾塔）、一座分契式公寓飯店（維達拉），以及總面積達500,000平方英尺（46,000平方）的零售和娛樂設施。其中零售設施預計將設有賭場大道上第一間生鮮超級市場（但截至2011年7月，城中城中尚未有生鮮超級市場進駐）。開發案將廣泛運用環境科技，包括再生水的利用和基地內自有的發電設施等。文華東方、阿麗雅和維達拉酒店在2009年11月獲得了美國綠建築協會的領先能源與環境設計（LEED）認證。
城中城是美國史上最大規模的私募資金開發案，總投資金額達92億美元。計劃最初的估計投資金額為40億美元，但高漲的建設費用和設計變更讓預算大幅提高。城中城開業時總雇員數約為12,000人。阿麗雅、維達拉、文華東方和水晶宮購物中心在2009年12月開幕，住宅大樓維爾塔（Veer Towers）隨後在2010年7月落成啟用。
城中城內共有五座水與冰的景觀設施，由曾經手百樂宮噴泉和幻景酒店火山的WET Design負責設計。其中三座景觀設施位於阿麗雅賭場酒店內，分別名為「Lumina」、「Focus」、和「Latisse」。其餘兩座景觀設施則位於水晶宮內，分別名為「Halo」和「Glacia」。

## 建造工程

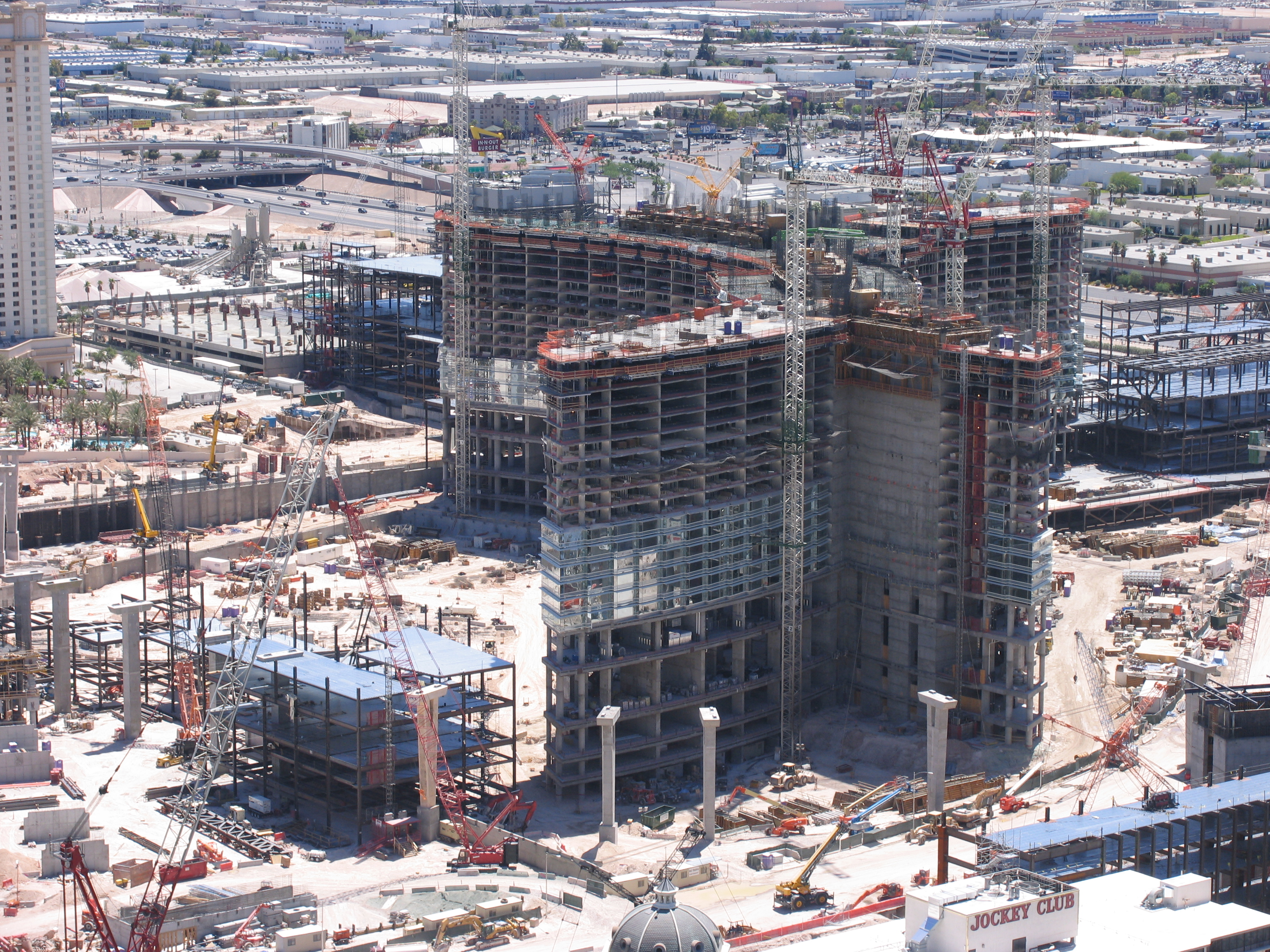
正在施工的阿麗雅酒店（2007年9月）

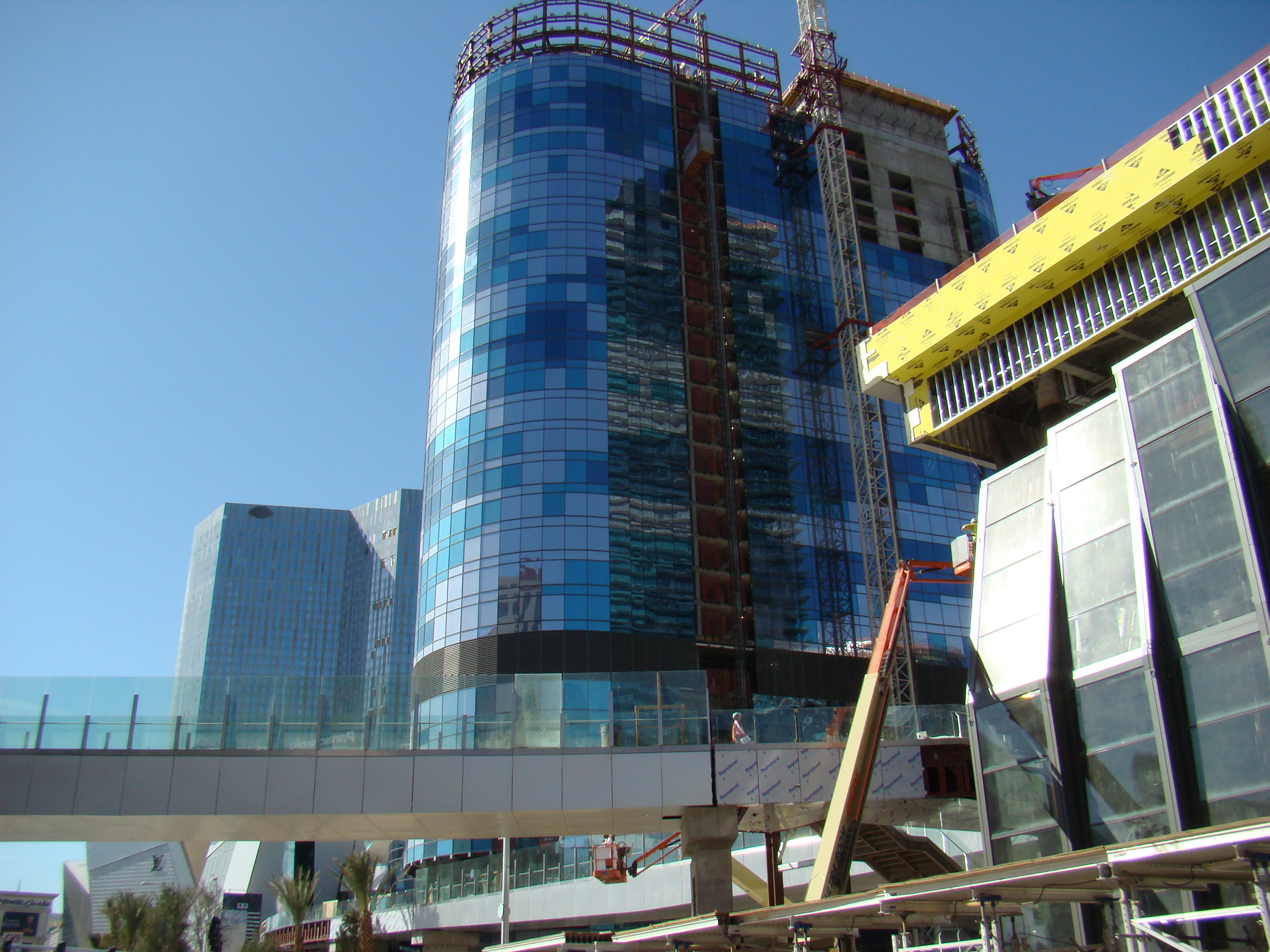
接近完工的城中城北側建築物（2009年10月）

計劃的主要承包商為沛睿尼建設（Perini），鐵獅門（Tishman）負責營造執行管理。金斯勒（Gensler）是監督開發案的執行建築事務所。建設分為三階段進行。第一階段為城中城的賭場度假村和週邊設施，第二階段為維達拉酒店，第三階段則為文華東方、維爾塔、哈蒙酒店，以及水晶宮購物中心
。
城中城預定地上留下的最後一棟建築百老匯賭場在2006年5月9日爆破拆除。在大部分的設計完成後，開發案在2006年6月破土動工。開發案中大部份的渲染示意圖在2006年9月公開，其中另一部份則延遲到2007年2月才發表。第一次灌漿工程在2006年6月26日進行，在此之前的工作皆為準備工程，包括管線鋪設和其他基礎建設等。電視節目《工程大突破》曾記錄報導城中城的建造過程。

### 意外
城中城的建造過程中共造成六人死亡。2007年2月6日，一片重達3,000英磅（1,400）的水泥接合用鋼牆從吊車上墜落，另一片鋼牆被之擊落後砸中四名工人，其中兩人不幸喪生。2007年8月10日，一名工人在保養工程用電梯時被落下的配重塊擊中喪生。2007年10月5日，一名工人從高50英尺（15）的度假村主建築上摔落。2008年4月26日，一名工人從阿麗雅酒店南塔上高20英尺（6.1）處墜樓。2008年5月31日，一名工人遭吊車軌道和其配重系統夾住而喪生。
其他部分工人的安全也曾引起疑慮，包括違反建商規定在上工前飲酒等。

### 罷工
2008年6月3日深夜，建設工人以罷工手段來抗議工作環境的安全狀況。南內華達州建築工程貿易委員會（Southern Nevada Building and Construction Trades Council）向總包商提出三項要求作為復工的條件：同意支付額外的工人安全訓練費用、同意國家工會的研究員來調查工地安全問題的原因，以及允許工會高層自由進出工地現場。
沛睿尼建設在2008年6月4日下午答應貿易委員會的三項要求，隨後現場工人在當天深夜結束罷工。

## 財務問題
杜拜世界在2009年初控告合資夥伴米高梅國際度假村違約，並拒絕支付讓計劃能順利進行的兩億美元。2009年4月17日杜拜世界與米高梅國際度假村達成有條件和解，讓城中城的開發計劃能夠繼續進行。

## 主要設施
為已拆除建築。
| 名稱                                             | 圖片 | 高度 （英尺） | 高度 （公尺） | 樓層 | 客房數 | 公寓數 | LEED | 備註 |
| ------------------------------------------------ | ---- | ------------- | ------------- | ---- | ------ | ------ | ---- | --- |
| 阿麗雅 Aria                                      |      | 600           | 180           | 61   | 4,004  | 0      | 金   | 阿麗雅賭場酒店是城中城重點設施，內設有一座面積達150,000平方英尺（14,000平方）的賭場。 |
| 水晶宮 The Crystals                              |      | 30            | 10            | 3    | 0      | 0      | 金   | 水晶宮是城中城的零售和娛樂區域，總面積為500,000平方英尺（46,000平方）。 |
| 哈蒙酒店 Harmon Hotel                            |      | 442           | 138           | 27   | 400    | 0      |      | 哈蒙酒店原本預計成為一棟49層樓高，不含賭場的精品酒店，但因發現建築結構瑕疵而減為25層樓。在建築瑕疵暴露後，美高梅國際酒店集團計劃爆破拆除這棟大樓，但是因為太接近其他建築而改為逐層拆除，2015年拆除完畢。 |
| 華爾道夫酒店拉斯維加斯 Waldorf Astoria Las Vegas |      | 539           | 164           | 56   | 392    | 225    | 金   | 由华尔道夫酒店及度假村負責營運。 |
| 維達拉 Vdara                                     |      | 578           | 176           | 57   | 1,495  | 0      | 金   | 維達拉是一棟分契式公寓和酒店。這是城中城第一棟完成的大樓，在2008年5月竣工。 |
| 維爾塔 Veer Towers                               |      | 480           | 150           | 37   | 335    | 674    | 金   | 維爾塔是由兩棟37層樓的大廈組成，內部為分契式公寓。兩棟大廈互往不同方向傾斜4.6度。 |

## 附屬設施

### 停車場與消防站

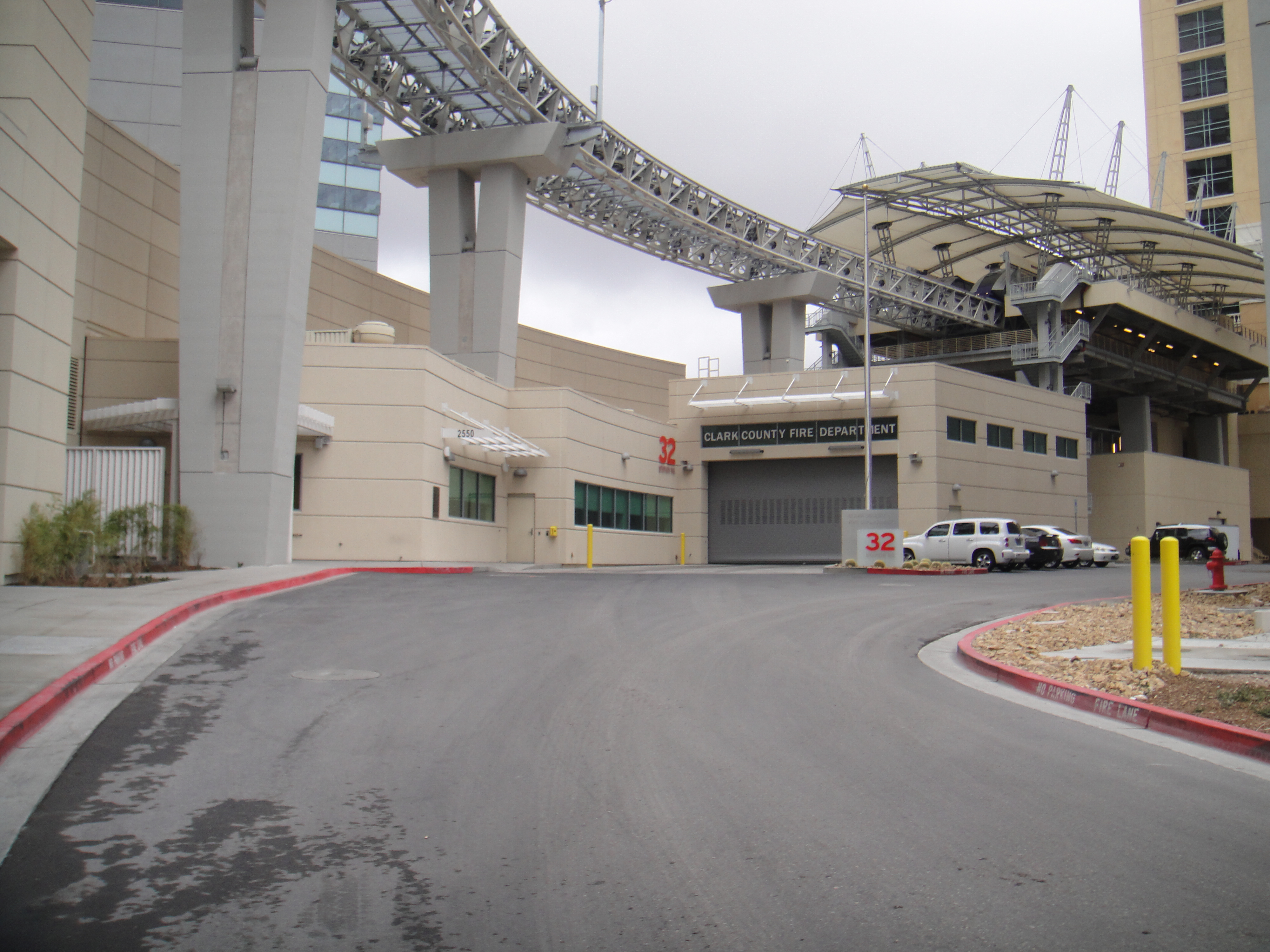
城中城腹地內的32號消防站

城中城開發案中有一座可容納6,900輛車的停車場，以及包含克拉克郡第32號消防站在內的數棟附屬設施。主要的建築設計由溫斯頓·漢德森事務所（Winston Henderson Associates）經手，營造管理由鐵獅門（Tishman）負責。主要承包商為杜里斯集團（Tooles Contracting Group）。其中消防站於2009年12月10日開始運作。

### 中央能源廠
開發案中包含了一座900萬瓦的中央能源廠，由西門子公司設計建造，造價為一億美元，為城中城提供電力、冷氣，以及熱水。

### 阿丽雅特快

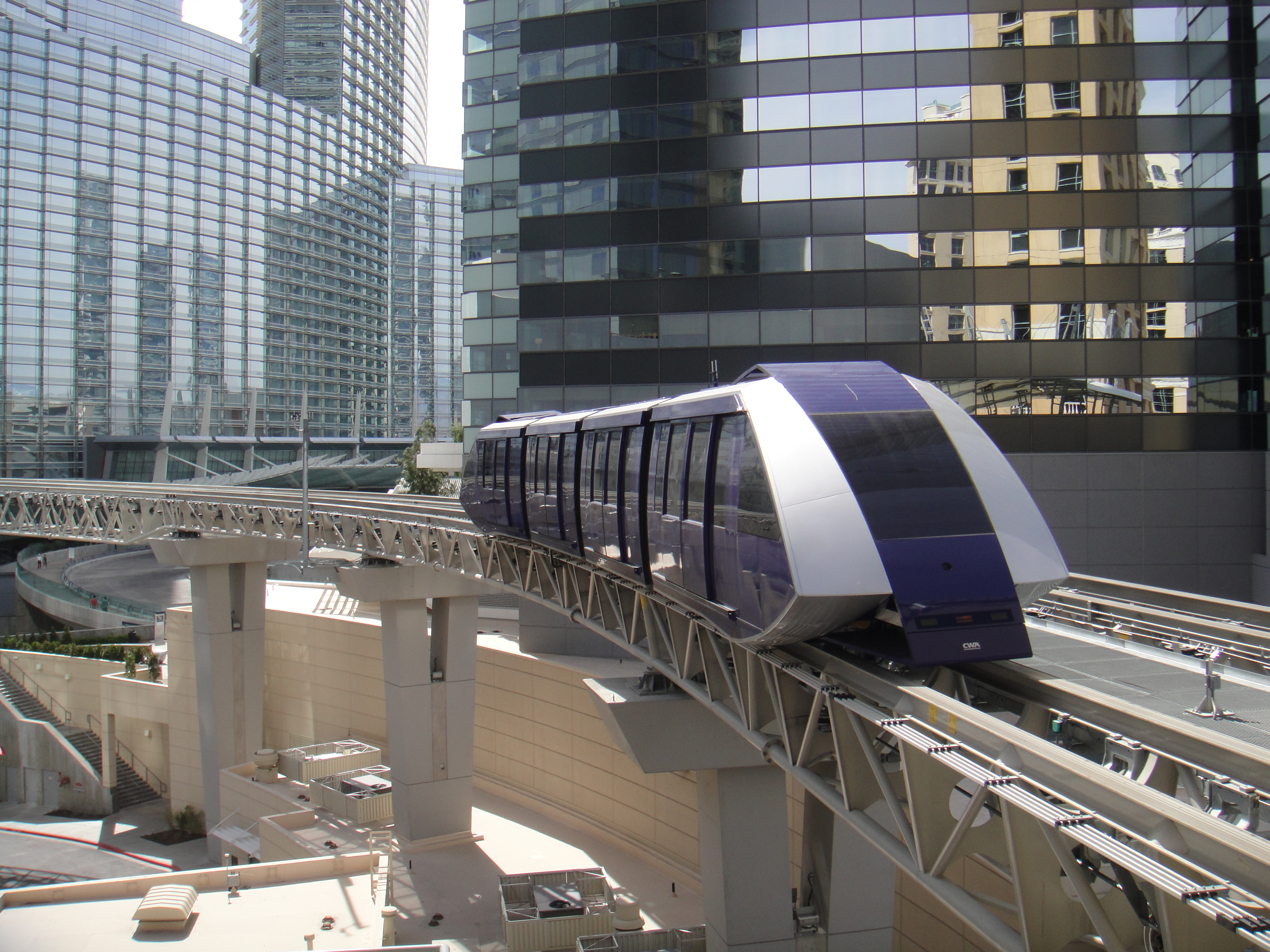
在蒙地卡羅度假村和百樂宮酒店間行駛中的纜車

阿丽雅特快（Aria Express）是一座連結水晶宮與蒙地卡羅度假村和百樂宮酒店的往复式地面缆车系統。该系統采用多贝玛亚的城市缆车系统，线路由兩條平行獨立的纜繩牽引高架軌道組成，每列纜車有四節車廂。阿丽雅特快在2009年12月1日開始營運，採免費搭乘。總長2,100英尺（640）的路線每小時每方向最多可運送3,266人。每一列車最多可容納132名乘客。

#### 車站
城中城纜车由北至南行經以下車站：
- 百樂宮車站（可連結維達拉）（Bellagio Tram Station）
- 水晶宮車站（可連結阿麗雅）（Crystal Tram Station）
- 阿麗雅和蒙地卡羅站（Aria & Monte Carlo Tram Station）

## 藝術品收藏
城中城內有著美國最大的公共藝術收藏，總價值超過4000萬美元。此外文華東方內有一座對外開放的藝廊，許多藝術家的作品在此輪替展出。

## 資料來源
1. ↑  Buck Wargo. . Las Vegas Sun. 2009-12-17  [2010-10-07]. （原始内容存档于2010-08-29）.
2. ↑  .   [2014-02-18]. （原始内容存档于2020-11-05）.
3. ↑  Gordon, Alastair. . Wall Street Journal. 2010-06-10  [2011-08-29]. （原始内容存档于2014-12-20）.
4. ↑  Benston, Liz. . Las Vegas Sun. 2008-05-09  [2008-05-15]. （原始内容存档于2019-11-29）.
5. ↑  . Halcrow.   [2010-10-03]. （原始内容存档于2010-10-20）.
6. ↑  Benston, Liz. . Las Vegas Sun. 2008-05-16  [2008-06-03]. （原始内容存档于2019-11-30）.
7. ↑  .   [2014-02-18]. （原始内容存档于2019-08-11）.
8. ↑  'Iron worker falls to death on Strip', Brian Haynes, Las Vegas Review-Journal, October 6, 2007.
9. ↑  'CityCenter worker dies in fall', Las Vegas Review-Journal, April 29, 2008.
10. ↑  'Sixth worker dies at Vegas CityCenter project', Reno Gazette-Journal, May 31, 2008.
11. ↑  . Lvrj.com.   [2012-08-15]. （原始内容存档于2011-11-05）.
12. ↑  Berzon, Alexandra. . Las Vegas Sun. 2008-06-03  [2008-06-03]. （原始内容存档于2018-12-11）.
13. ↑  Bloomberg.com - MGM Mirage Is Sued Over Dubai World Las Vegas Project (Update5) （页面存档备份，存于）
14. ↑  . Las Vegas Review-Journal.   [2009-05-07]. （原始内容存档于2012-04-02）.
15. ↑  . Las Vegas Review-Journal.   [2009-05-07]. （原始内容存档于2012-04-02）.
16. ↑  The National - Infinity takes MGM to court over Vegas project （页面存档备份，存于）
17. ↑  Khaleej Times - Dubai World Unit Sues MGM Mirage （页面存档备份，存于）
18. ↑  CNBC.com - MGM Vegas Project Considers Bankruptcy: Report[永久]
19. ↑  Bloomberg.com - MGM Resorts International Hires Restructure Counsel; Payment Due (Update1) （页面存档备份，存于）
20. ↑  The Nationa - MGM pays up for Las Vegas venture （页面存档备份，存于）
21. ↑  Yahoo! News - MGM Mirage, Dubai reach deal on CityCenter: report
22. ↑  . Halcrow.   [2010-10-03]. （原始内容存档于2011-07-25）.
23. ↑  . Boutique Design Magazine.   [2011-07-06]. （原始内容存档于2011-10-03）.
24. ↑  .   [2014-02-18]. （原始内容存档于2013-02-12）.
25. ↑  O'Reiley, Tim. . Las Vegas Review-Journal. 2013-11-23  [2023-02-14]. （原始内容存档于2025-02-19）.
26. ↑  Glionna, John M. . Los Angeles Times. 2014-04-13  [2023-02-15]. （原始内容存档于2025-02-16）.
27. ↑  . Clark County Fire Department.   [2008-07-11]. （原始内容存档于2020-09-23）.
28. ↑  KTNV News at 11
29. ↑  . www.doppelmayr.com.   [2023-04-06]. （原始内容存档于2023-06-01）.
30. ↑  .   [2009-12-02]. （原始内容存档于2010-01-03）.
31. ↑  .   [2014-02-19]. （原始内容存档于2019-08-11）.

## 外部連結
- 拉斯維加斯城中城官方網站 （页面存档备份，存于）